# Helena Ranaldi
Helena Ranaldi Nogueira (sinh ngày 24 tháng 5 năm 1966 tại São Paulo, Brazil) là một nữ diễn viên người Brazil.

## Tiểu sử
Sau khi làm một số công việc người mẫu và quảng cáo trên truyền hình, cô được xếp hạng trong số năm người vào chung kết Siêu mẫu thế giới - Step Brazil, 1989, được tài trợ bởi Class Modelos và Ford Model the USA (lần đầu tiên trong năm đó là với người mẫu Adriana de Oliveira). Với số tiền cô kiếm được, cô tham gia một khóa học về diễn xuất. Năm 23 tuổi, cô chuyển từ São Paulo đến Rio de Janeiro.
Trong lần ra mắt đầu tiên của mình, vào năm 1990, cô đã thể hiện nhân vật chính trong vở opera A História de Ana Raio e Zé Trovão, mặc dù là Rede Manchete trước đây. Năm sau, cô diễn xuất trong một vở opera xà phòng khác trên mạng truyền hình, Amazônia, trước khi chuyển sang đối thủ Rede Globo.
Năm 1992, được Rede Globo thuê, cô đóng vai Nina trong Despedida de Solteiro. Một năm sau, trong buổi ghi hình vở opera xà phòng Olho no Olho, cô đã gặp đạo diễn Ricardo Waddington, người mà cô kết hôn; họ có một đứa con trai, Pedro.
Năm 1996, cô đóng vai trong Fantástico cùng với Pedro Bial, nhưng kinh nghiệm này chỉ tồn tại trong một thời gian ngắn bởi vì vào tháng 7, cô nhận được lời mời diễn xuất trong vở opera Anjo de Mim, do chồng cô đạo diễn, nổi lên như một trong những nhân vật trung tâm.
Năm 2000, Cô có kết quả của công việc tuyệt vời với tác giả Manoel Carlos, đó là: Laços de Família (2000), như Turrona kỳ cựu Cíntia; Presença de Anita (2001) trong vai Lúcia, vợ của nhà văn Nando, do Jose Mayer thủ vai, người phải lòng nữ tu sĩ Anita này, do người mới chơi Mel Lisboa và Mulheres Apaixonadas (2003) thủ vai một sinh viên của trường đại học nơi cô làm việc, và cũng điều hành người chồng vũ phu, tác giả đánh đập cô.